# 60 Familias de los Estados Unidos
60 Familias de los Estados Unidos escrita por Ferdinand Lundberg, fue publicado en 1937 por Vanguard Press y en su momento fue el último de una serie de exposiciones escritas por periodistas estadounidenses que identificó un cartel de familias o individuos que controlaban la mayor parte de la riqueza en los Estados Unidos.
En 60 Familias de los Estados Unidos, Lundberg afirmó que las principales familias estadounidenses, como los Rockefeller, Ford, Harkness, Vanderbilt, Mellon, y Du Pont de América, controlaban las instituciones económicas y la política estadounidenses.

## Crítica
Michael Scheler declaró en las Anales de la Academia Americana de Ciencias Políticas y Sociales que las 60 Familias de los Estados Unidos eran comparables al El Capital de Karl Marx y lo describió como «sin duda la mejor contribución a la crítica social de la economía capitalista».